# .ec
.ec е интернет домейн от първо ниво за Еквадор. Администриран е от EcuaNet. Представен е през 1991 г.

## Домейни от второ ниво
- .COM.EC
- .INFO.EC
- .NET.EC
- .FIN.EC
- .MED.EC
- .PRO.EC
- .ORG.EC
- .EDU.EC
- .GOV.EC
- .MIL.EC